# 奥万博人
奧萬博人（發音：[ovambo] ⓘ），又稱為安博人（Ambo）、阿萬博人（Aawambo）、奧瓦萬博人（Ovawambo）等，是漠南非洲的一個民族，同時也是納米比亞最大的民族，佔了該國一半以上的人口，也分布在安哥拉南部。奧萬博人總人口數約160萬，其中97％信仰基督教路德宗。而奧萬博人的語言為恩敦加語，屬於尼日-剛果語系。

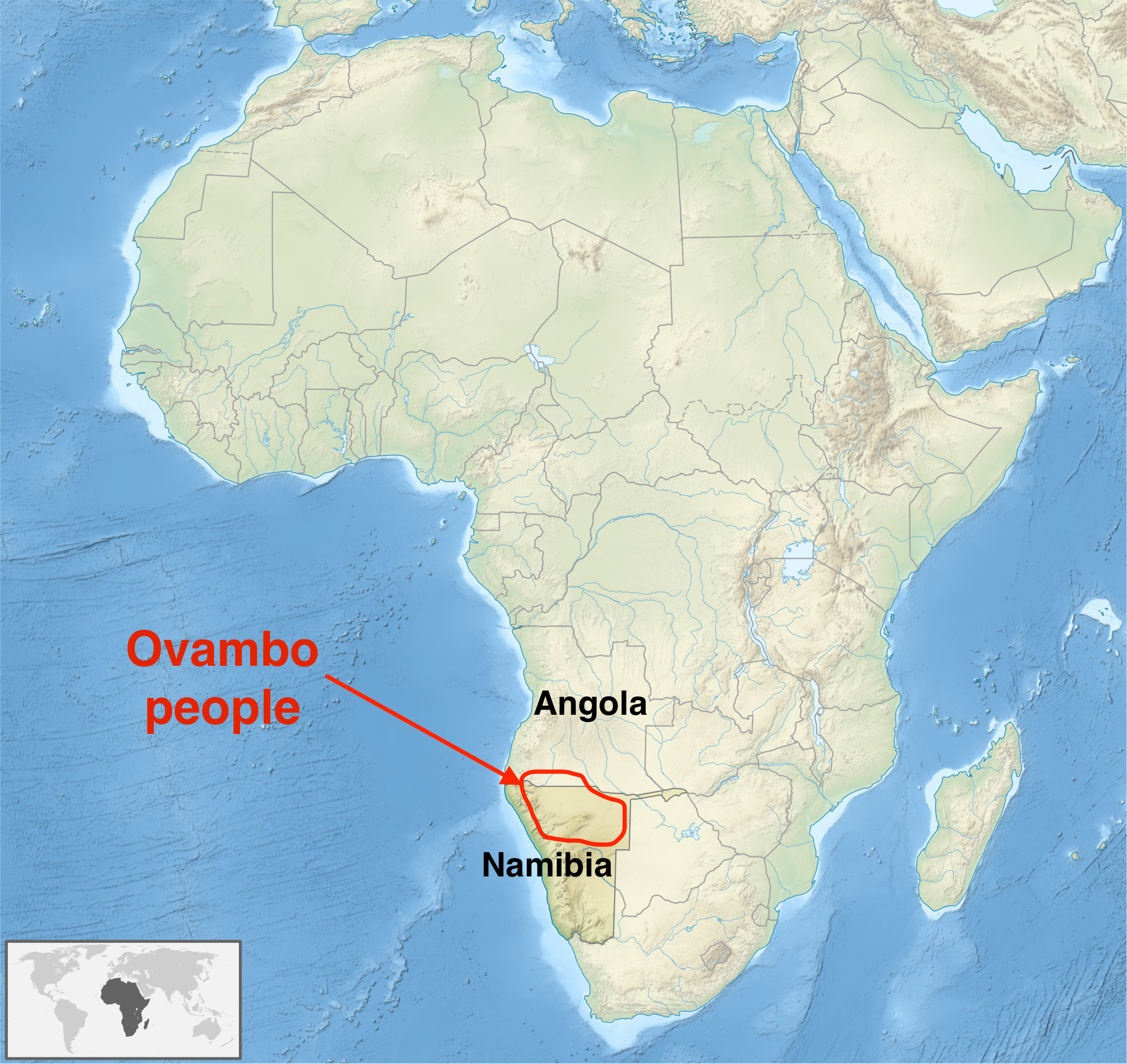
奧萬博人大致分布區域。

## 地理環境
奧萬博人居住於納米比亞北部的沙漠平原和安哥拉南部的庫內納省，屬於一跨境民族，而他們居住的地方可以稱為奧萬博蘭（Ovamboland），亦即奧萬博人居住的地區。他們居住區為熱帶莽原氣候，雨季時擁有豐富的降雨，為當地帶來求生所需的水並孕育莽原植被，而在旱季時，該地滴雨不落，奧萬博人已經適應了這樣的氣候環境，並發展出適合當地的求生模式。

## 歷史沿革
奧萬博人在西元14世紀時從各地遷移到目前的居住地，
並在當時定居於現今納米比亞和安哥拉的邊境，而17世紀時，奧萬博人又向南北兩端擴張。由於在新帝國主義時期之前，他們採取孤立的游牧生活，因而奧萬博人在當時具有相當的獨立性，也並未受到阿拉伯商人以及歐洲人的影響。在德國於1884年占領殖民納米比亞後，德國殖民政府對奧萬博人採取不干預的態度，只專心經營其在南部以及沿海地區的事業。

1970年安哥拉的民族地圖（奧萬博地區標有淺粉色）

第一次世界大戰後德國戰敗，納米比亞被英國控制的南非併吞，而安哥拉一直由葡萄牙控制。此時殖民式經濟進入奧萬博人的生活中，熱帶栽培業和礦業改變了他們的生活模式。
在1920年代開始，民族自決風潮瀰漫全球，也影響了奧萬博人，使得他們掀起了數次武裝抵抗運動，但仍不敵英葡兩國先進武力而遭到擊敗。南非政府控制納米比亞後，在其中建立警戒區(police zone)，隔離奧萬博人和歐洲人與其他黑人民族的互動，但最後因為警戒區與南非本身勞動力短缺，南非政府允許他們以移工身分流動，但其人權受到高度打壓。
南非於1948年將其種族隔離政策實施於奧萬博人居住區，並在1973年宣布該地為“自治區”，但仍無法抵擋奧萬博人的獨立慾望以及對南非的厭惡，1966年起納米比亞各方勢力向南非開戰以追求獨立，經歷多年戰爭後1990年納米比亞獨立，而其中也包含北部的奧萬博人，另外較少部分的北部奧萬博人也隨著安哥拉獨立。

## 社會、家庭與婚姻

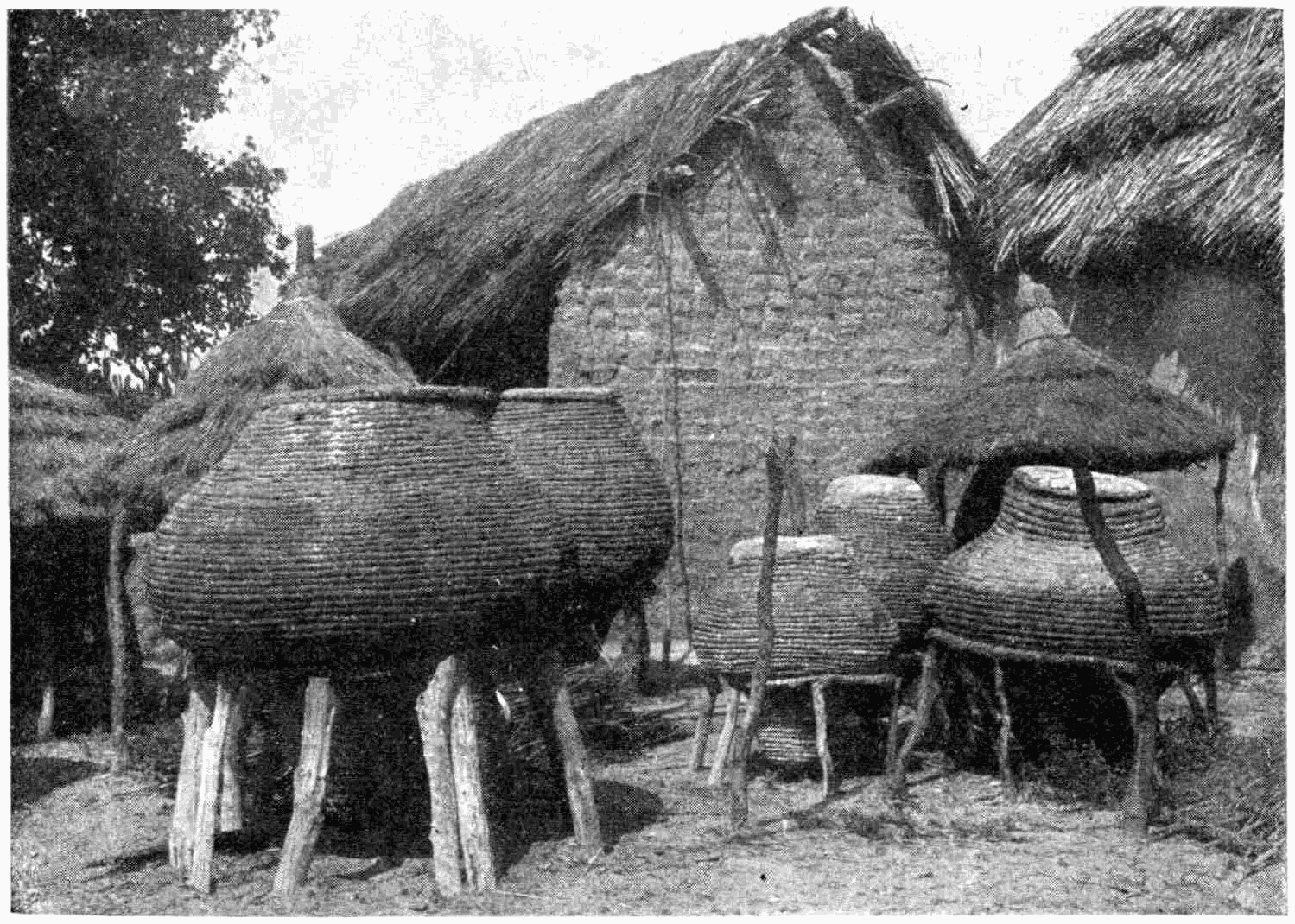
奧萬博人的小屋。

傳統的住宅(home)是一個小屋(hut)的複合體，被由垂直木棍所製成的柵欄包圍，該小屋複合體像是一座有兩個大門的迷宮，很容易在住宅內迷路。每個小屋通常都有不同的用途，例如Ondjugo（女人的住宅）或Epata（廚房）。

奧萬博人的婚姻與家庭形式受到基督新教影響，婚姻上採取一夫一妻制，以符合基督教對於婚姻的要求。而其社會組織為父權制大家族，同時由許多核心家庭住在一個住宅中，數個核心家庭構成一個住宅，數個住宅構成一個部落，家長和酋長皆由男性出任。

## 產業與生活
奧萬博人的傳統產業重視穩定的生活，其生產活動包含農業、牧業和手工業。農業方面，他們種植小米、高粱 （iilyavala）和一種被稱為omakunde的豆類。在旱季或著乾燥地區，甚至是平常的奧萬博家庭，都會透過放牧牛羊來獲取動物的奶汁，奧萬博人的畜牧業著重動物奶汁（omashini），而非屠宰牲畜獲得肉類（ombelela），其肉類食物來源多依靠漁獵。

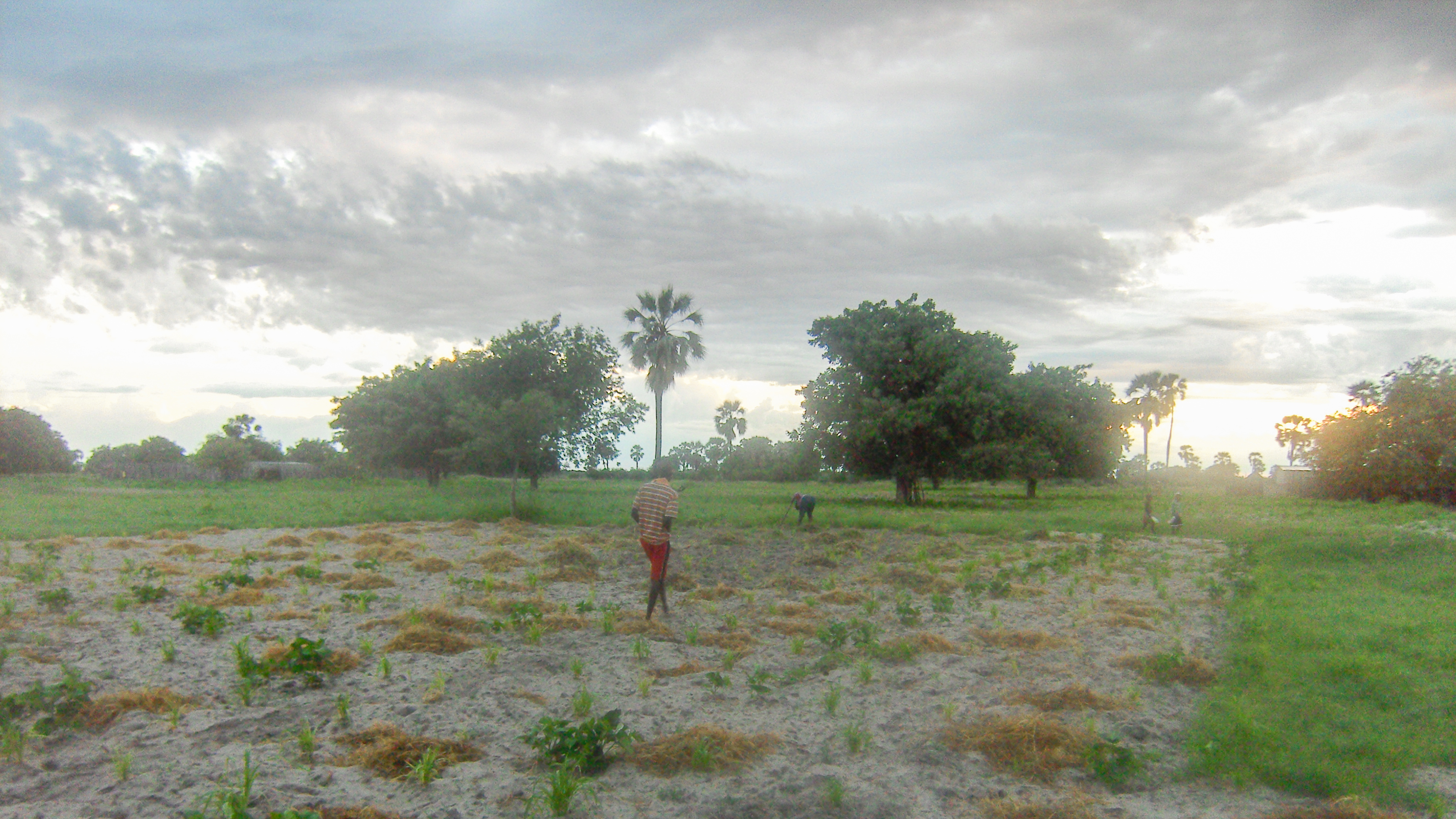
在奧萬博蘭的農村草原。

奧萬博人的傳統手工業包含釀酒和生活器材的製造。他們釀酒的材料五花八門，除了常見的水果原料外，根據當地《新時代》報導，他們發現衣服、鞋子和輪胎開始被奧萬博人作為釀造酒類的原料，這樣被釀出來的酒類稱之為omangelengele，雖有毒性卻受到奧萬博人的歡迎。生活器材上，他們善用能取得的任何原料，包含木頭、動物骨骼牙齒以及金屬，創造出獨具特色的、陶器、珠寶、木梳、木鐵矛、箭頭、裝飾華麗的匕首、樂器和象牙鈕扣等物件。
在殖民時代，奧萬博人狩獵大象來滿足殖民者對象牙的需求，他們幾乎使得他們所在地的大象瀕臨滅絕。
在英國殖民勢力進入奧萬博地區後，受當局政策影響他們也開始經營熱帶栽培業以及礦業。
現代以奧萬博人為主體的國家納米比亞，其生產總值有百分之二十為礦產出口，而該國有一半人口從事農業，但獲利分配不均，其中大部分利益均為政商高層以及跨國企業掌控，因此許多奧萬博人仍然生活在貧窮下。

## 宗教與節慶

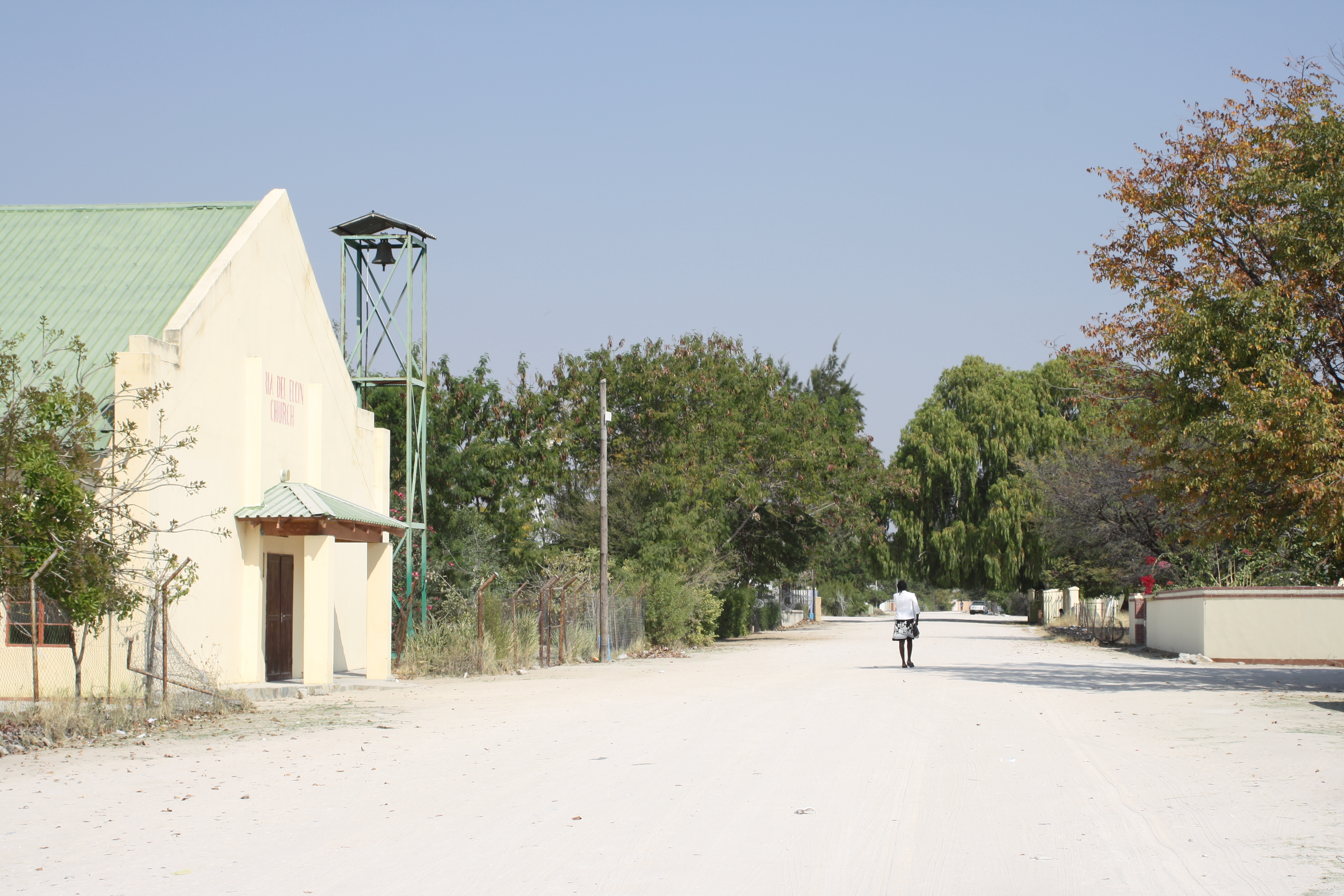
位於翁圭迪瓦的路德教會。

### 傳統宗教
現今約有百分之三的奧萬博人信仰傳統宗教。傳統上奧萬博人相信火焰是神聖的，而他們的至高神在遙遠的過往創造了人類。
傳統儀式涉及火焰和舞蹈，他們也崇尚圍著火堆時，投入草藥並吸取煙霧。傳統上部落中的祭司擁有很高的地位，作為部落中面對超自然存在時的代表。

### 基督教
十九世紀時基督教傳入奧萬博聚居區，當時信仰路德宗的芬蘭傳教士進入該地，經過努力使得奧萬博人皈依基督教，至今該族已有百分之九十七的人口信仰基督教。且基督教文化也影響他們，例如當地女性的衣著，便是受芬蘭傳教士穿著影響，而呈現頭巾和全身長裙。雖然現今奧萬博人多數信仰基督教，但仍保有許多傳統祭典與儀式，如婚禮便融合基督教形式與傳統做法，有時也保有在營火邊歌舞的習俗。

### 節日
奧萬博人為納米比亞的主體民族，故納米比亞的國定節假日深深受到奧萬博人節日的影響。
基督教節慶：由於奧萬博人有極高比例信奉基督教，其文化中節日的部分也充滿許多基督教的節慶。其中奧萬博人慶祝的節慶有受難節（復活節前的星期五）、復活節以及升天日（復活節後四十日），以及最重要的聖誕節。
國家節慶：居住在納米比亞的奧萬博人會透過慶祝和國家歷史相關的節日，來共同紀念過往的歷史記憶。其中屬於國家節慶的有獨立日（3月21日，慶祝納米比亞自南非獨立）、卡辛加節 （页面存档备份，存于）（5月4日，紀念南非空軍轟炸卡辛加難民營造成嚴重傷亡）以及英雄日（8月26日，紀念反南非武裝起義），而卡辛加位於安哥拉境內，這場悲劇在安哥拉也成為節日被紀念。

## 藝術與文學

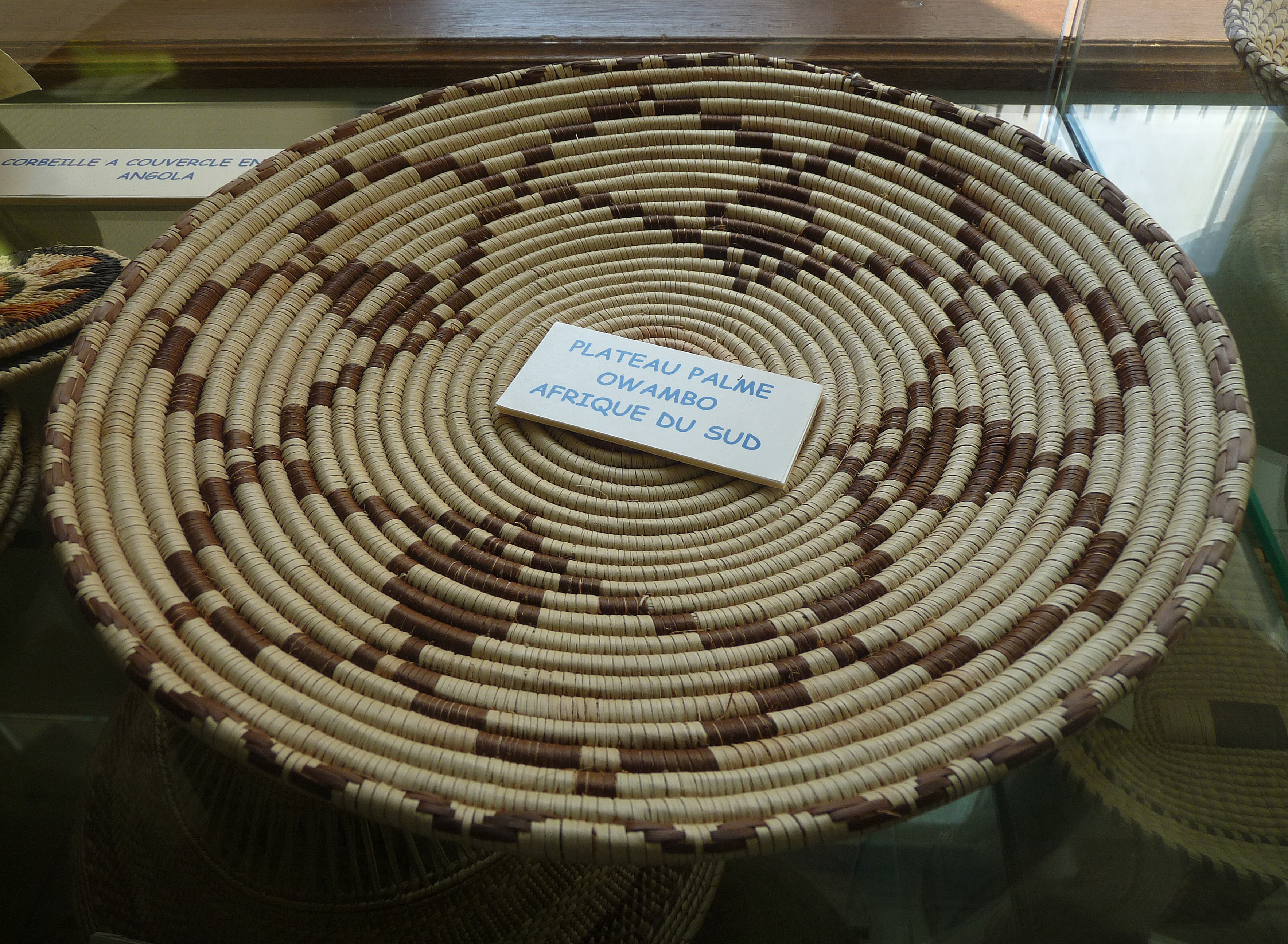
棕櫚托盤藝術品。

奧萬博人的藝術表現在其舞蹈和音樂上。他們的舞蹈音樂皆沒有特定的動作與規範，僅重視表演者需要跟隨統一的節奏規律。舞蹈和音樂是他們在重大慶典活動時，表現集體歡騰 （页面存档备份，存于）的重要元素。

## 現況
奧萬博人自從受到英國殖民後，英國人帶來的西化生活方式逐漸改變了他們的生活型態，奧萬博人如今已經走入現代化，不論都市還是農村，西式生活已經取代了傳統的部落生活。

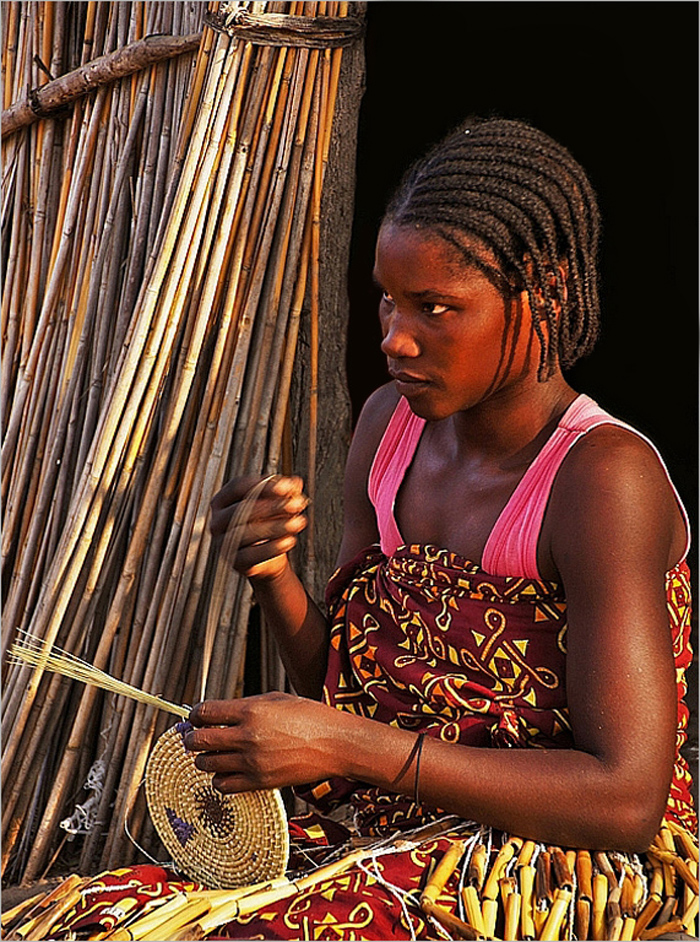
正在編織的奧萬博女孩。

奧萬博人是納米比亞的主體民族，佔該國一半以上的人口，這使其文化得以在納米比亞發揚光大，而納米比亞人口密度低，因此他們在納米比亞得到充分的生存空間。在安哥拉，奧萬博人是少數民族，僅佔該國百分之二的人口。語言上，奧萬博人現今仍然將其母語恩敦加語作為第一語言，在納米比亞境內，龐大的奧萬博人口使得恩敦加語在使用上毫無困難，得以和大量同胞溝通，而和非奧萬博人溝通時，他們也會使用英語和南非語。
政治上，奧萬博人作為納米比亞的多數，他們透過民主的方式在該國發揮其影響力。在非洲奧萬博人居住區在整體上較為安定，戰爭與衝突在過去已經結束了。

## 另見
- 赫雷羅人
- 辛巴族
- 納瑪人（英语：Nama_people）
- 歐爾冷人（英语：Oorlam_people）